# Колечиканђело (Мачерата)
Колечиканђело (итал. Colleciccangelo) насеље је у Италији у округу Мачерата, региону Марке.
Према процени из 2011. у насељу је живело 8 становника. Насеље се налази на надморској висини од 517 м.